# I nipoti di Zorro
Pour plus de détails, voir Fiche technique et Distribution.
I nipoti di Zorro est une comédie italienne réalisée par Marcello Ciorciolini et sortie en 1968.

## Synopsis
Franco et Ciccio, deux cousins siciliens, s'embarquent clandestinement pour la Californie pour chercher de l’or. Mais arrivés sur place, ils se retrouvent très vite mêlés aux évènements opposants Zorro au gouverneur de la région.

## Fiche technique
- Titre original : I nipoti di Zorro
- Titre anglais ou international : The Nephews of Zorro
- Réalisation : Marcello Ciorciolini
- Scénario : Marcello Ciorciolini, Roberto Gianviti, Vittorio Metz, Dino Verde
- Costumes : Enzo Bulgarelli
- Photographie : Tino Santoni
- Montage : Giuliana Attenni
- Musique : Piero Umiliani
- Chanson : « Zorro » chantée par Dean Reed
- Production : Leo Cevenini, Vittorio Martino
- Société(s) de production : Flora Film, Variety Film Production
- Pays d’origine :  Italie
- Langue originale : italien
- Format : couleur (Technicolor) — 35 mm — 2,35:1 (Techniscope) — son Mono
- Genre : comédie, western spaghetti
- Durée : 96 minutes
- Dates de sortie :
  - Italie : 12 décembre 1968

## Distribution
- Franco Franchi : Franco La Vacca
- Ciccio Ingrassia : Ciccio La Vacca
- Dean Reed : Raphael de la Vega / Zorro
- Agata Flori (Agata Flory) : Carmencita
- Ivano Staccioli : le faux Capitaine Josè Alonso Martinez
- Ignazio Spalla (Pedro Sanchez) : sergent Alvarez
- Mario Maranzana : le juge Ramirez
- Franco Fantasia : Don Diego de La Vega
- Enzo Andronico : un kleptomane
- Lino Banfi : chercheur d'or
- Pietro Ceccarelli : le bourreau
- Giorgio Cholet : Don Esteban
- Umberto D'Orsi : commandant della Nave
- Andrea Fantasia : lieutenant Gonzales
- Evi Farinelli : Rosita
- Antonietta Fiorito : Manuela
- Carlo Gaddi : le vrai Capitaine Josè Alonso Martinez
- Angelo Gaste : lancier Vargas
- Fidel Gonzales : Pedro
- Adriano Micantoni : le faux frère
- Brizio Montanaro : caporal des lanciers
- Carlo Taranto : un kleptomane
- Sergio Testori : lancier Paco

Source : 

## Production

### Tournage
Parmi les lieux de tournage, on peut trouver la Villa Mussolini (41° 56′ 06″ N, 12° 38′ 03″ E) à Settecamini, au nord-est de Rome et la cascade de Monte Gelato du Treja dans le parc naturel régional Valle del Treja.